# 栄光の座
『栄光の座』（えいこうのざ、原題：The Shoes of the Fisherman）は、1968年制作のアメリカ合衆国の映画。モーリス・ウェストの同名小説の映画化。
原題の「漁師の靴」とは、初代ローマ教皇で元漁師だったペトロの靴の事。
歴代の教皇の指輪にはペトロが漁をする姿が彫り込まれており、
その指輪を受け継ぐ者こそペトロの後継者であり、「漁師の靴を履く者」といわれている。

## あらすじ
ソ連で政治犯として20年も強制労働キャンプに送られていた元リヴォフ大司教のキリルは、ある日突然釈放された。ソ連首相カメネフの命によるものだった。
カメネフがキリルを釈放したのは、ある目的のためだった。この頃、中国はひどい飢饉に悩まされ、首席のペングは穀倉地帯である隣国のビルマ、タイ、ベトナムなどへの侵攻を目論んでいた。これに対し、ソ連とアメリカは戦時体制を敷き、一歩間違えば第三次世界大戦勃発の危機にあった。そこでカメネフは、8億の心を握るローマ教皇庁に目をつけ、キリルを使って危機を回避しようと考えたのだ。
だがキリルがローマに着いた矢先、教皇が逝去した。コンクラーヴェの最中、キリルの謙虚さと勇気にうたれたバチカンの国務長官リナルディ枢機卿は彼を次期教皇候補に推せんし、投票の結果、キリルは新しい教皇に選ばれた。
キリルはカメネフと一緒に中国に向かい、ペングとの会談に臨むのだが…。

## キャスト
※括弧内は日本語吹替（初回放送1975年8月11日『月曜ロードショー』）
- キリル：アンソニー・クイン（小松方正）
- テルモンド：オスカー・ウェルナー
- カメネフ：ローレンス・オリヴィエ（久松保夫）
- ジョージ：デビッド・ジャンセン
- リナルディ枢機卿：ヴィットリオ・デ・シーカ
- レオーネ枢機卿：レオ・マッカーン
- 教皇：ジョン・ギールグッド
- ルース：バーバラ・ジェフォード
- ペング：バート・クウォーク
- フランク・フィンレー
- クライヴ・レヴィル

## 評価
本作は高い評価を受け、以下の賞を受賞した。
- 第26回ゴールデングローブ賞作曲賞（アレックス・ノース）[3]
- 第40回ナショナル・ボード・オブ・レビュー賞 作品賞
- 第40回ナショナル・ボード・オブ・レビュー賞 助演男優賞（レオ・マッカーン）[4]

以下はノミネート。
- 第41回アカデミー賞 美術賞、作曲賞[2]